# 양사언 선생 묘
양사언 선생 묘는 대한민국 경기도 포천시 일동면 길명리에 있다. 1986년 4월 9일 포천시의 향토유적 제32호로 지정되었다.

## 개요
조선전기 문신이자 서예가이던 양사언의 묘이다.

## 같이 보기
- 양사언